# Complete Bible
『Complete Bible』（コンプリート・バイブル）は、松田聖子のベスト・アルバム（CD-BOX）。1996年9月21日発売。発売元はSony Records。

## 解説
Bibleシリーズの第4作目。1980年のデビュー曲「裸足の季節」から、マーキュリー・ミュージックエンタテインメント（現・ユニバーサルミュージック）移籍直前シングル「素敵にOnce Again」まで、全34タイトルのシングルA面・B面が収録されたシングル・コレクション（英語詞曲は含まず）。
正式な商品名称は『Complete Bible 〜Seiko Matsuda All Singles Collection〜』のようであるが、公式のディスコグラフィでも『Complete Bible』のみしか表示されていない。
日本語詞のシングルA面曲のみ、Disc 6・7へ発売順にオリジナル・カラオケを収録している。
原則発売順で収録されているが、アメリカでリリースされたシングル盤は、別途付随の「U.S.A. Release盤（Disc 8）」にまとめて収められた。よってオリコンチャートで1位を獲得した「DANCING SHOES」のA・B面曲も収録されている。CDケースも他CDとは別で、折りたたみ式の歌詞カードが封入されている。
透明三方背スリーブケース入り。Disc 1からDisc 5のCDケースはそれぞれ孤立しておらず、5枚収納型の折りたたみ式特殊ケースになっている。また、その特殊ケースでは過去のジャケット写真の別カットがふんだんに使用されている。2枚のカラオケ盤は見開きディスク・ケース。発売当時の定価は1,2000円。
別冊ブックレットに、レコード（CD）ジャケット写真付の歌詞がまとめて記載された。巻末には、アルバムのディスクグラフィを掲載（こちらもジャケット写真付）。
"Matsuyakko" 名義でリリースされた企画盤「かこわれて、愛jing」は未収録である。
オリジナル・マスター音源使用。音圧が少々低めである。ピクチャーレーベル仕様。
限定販売商品であるため、現在は入手困難となっている。
2006年7月19日に発売された、74枚組CD BOX『Seiko Matsuda』に、デジタル・リマスタリング仕様、かつLPサイズジャケットにリニューアルされて同梱された。リマスター盤の個別販売はない。

## 収録曲

### Disc 1
1. 裸足の季節　（3:43）
  - 作詞:三浦徳子　作曲:小田裕一郎　編曲:信田かずお
2. RAINBOW 〜六月生まれ〜　（4:12）
  - 作詞:三浦徳子　作曲: 森家住吉　編曲:若草恵
3. 青い珊瑚礁　（3:39）
  - 作詞:三浦徳子　作曲:小田裕一郎　編曲:大村雅朗
4. TRUE LOVE 〜そっとくちづけて〜　（3:02）　
  - 作詞:三浦徳子　作曲:小田裕一郎　編曲:大村雅朗
5. 風は秋色　（4:08）
  - 作詞:三浦徳子　作曲:小田裕一郎　編曲:信田かずお
6. Eighteen　（3:18）　
  - 作詞:三浦徳子　作曲:平尾昌晃　編曲:信田かずお
7. チェリーブラッサム　（3:22）　
  - 作詞:三浦徳子　作曲:財津和夫　編曲:大村雅朗
8. 少しずつ春　（3:28）　
  - 作詞:三浦徳子　作曲:小田裕一郎　編曲:大村雅朗
9. 夏の扉　（3:30）　
  - 作詞:三浦徳子　作曲:財津和夫　編曲:大村雅朗
10. 頬に潮風　（4:39）　
  - 作詞:浅川佐記子　作曲:森家住吉　編曲:松井忠重
11. 白いパラソル　（3:29）
  - 作詞:松本隆　作曲:財津和夫　編曲:大村雅朗
12. 花一色 〜野菊のささやき　（4:18）　
  - 作詞:松本隆　作曲:財津和夫　編曲:瀬尾一三
13. 風立ちぬ　（4:34）　
  - 作詞:松本隆　作曲:大瀧詠一　編曲:多羅尾伴内
14. Romance　（3:25）　
  - 作詞:松本隆　作曲:平井夏美　編曲:船山基紀

### Disc 2
全作詞:松本隆
1. 赤いスイートピー　（3:38）　
  - 作曲:呉田軽穂　編曲:松任谷正隆
2. 制服　（3:33）　
  - 作曲:呉田軽穂　編曲:松任谷正隆
3. 渚のバルコニー　（3:41）　
  - 作曲:呉田軽穂　編曲:松任谷正隆
4. レモネードの夏　（3:37）　
  - 作曲:呉田軽穂　編曲:新川博
5. 小麦色のマーメイド　（3:34）　
  - 作曲:呉田軽穂　編曲:松任谷正隆
6. マドラス・チェックの恋人　（3:23）　
  - 作曲:呉田軽穂　編曲:松任谷正隆
7. 野ばらのエチュード　（4:04）　
  - 作曲:財津和夫　編曲:大村雅朗
8. 愛されたいの　（4:22）　
  - 作曲:財津和夫　編曲:大村雅朗
9. 秘密の花園　（3:30）　
  - 作曲:呉田軽穂　編曲:松任谷正隆
10. レンガの小径　（3:42）
  - 作曲:財津和夫　編曲:大村雅朗
11. 天国のキッス　（3:56）　
  - 作曲・編曲:細野晴臣
12. わがままな片想い　（4:00）　
  - 作曲・編曲:細野晴臣
13. ガラスの林檎　（3:56）　
  - 作曲:細野晴臣　編曲:細野晴臣・大村雅朗
14. SWEET MEMORIES　（4:35）　
  - 作曲・編曲:大村雅朗

### Disc 3
全作詞:松本隆（特記以外）
1. 瞳はダイアモンド　（4:15）　
  - 作曲:呉田軽穂　編曲:松任谷正隆
2. 蒼いフォトグラフ　（3:54）　
  - 作曲:呉田軽穂　編曲:松任谷正隆
3. Rock'n Rouge　（4:14）　
  - 作曲:呉田軽穂　編曲:松任谷正隆
4. ボン・ボヤージュ　（4:30）
  - 作曲:呉田軽穂　編曲:松任谷正隆
5. 時間の国のアリス　（4:42）　
  - 作曲:呉田軽穂　編曲:大村雅朗
6. 夏服のイヴ　（4:43）　
  - 作曲:日野皓正　編曲:笹路正徳
7. ピンクのモーツァルト　（3:56）
  - 作曲:細野晴臣　編曲:細野晴臣・松任谷正隆
8. 硝子のプリズム　（3:33）
  - 作曲:細野晴臣、編曲:細野晴臣・松任谷正隆
9. ハートのイアリング　（4:04）　
  - 作曲:Holland Rose　編曲:大村雅朗
10. スピード・ボート　（4:05）
  - 作曲:財津和夫　編曲:大村雅朗
11. 天使のウィンク　（3:59）
  - 作詞・作曲:尾崎亜美　編曲:大村雅朗
12. 七色のパドル　（4:46）
  - 作詞:小坂明子　作曲:NOBODY　編曲:大村雅朗
13. ボーイの季節　（4:33）
  - 作詞・作曲:尾崎亜美　編曲:大村雅朗
14. Caribbean Wind　（4:06）
  - 作曲・編曲:大村雅朗

### Disc 4
1. Strawberry Time　（3:57）
  - 作詞:松本隆　作曲:土橋安騎夫　編曲:大村雅朗
2. ベルベット・フラワー　（4:15）
  - 作詞: 松本隆　作曲:三谷泰弘　編曲:笹路正徳
3. Pearl-White Eve　（4:47）
  - 作詞:松本隆　作曲:大江千里　編曲:井上鑑
4. 凍った息　（4:11）
  - 作詞:松本隆　作曲:大江千里　編曲:井上鑑
5. Marrakech〜マラケッシュ〜　（3:53）
  - 作詞:松本隆　作曲: Steve Kipner・Paul Bliss
  - 編曲:Steve Kipner・Paul Bliss・David Foster
6. No.1　（3:00）
  - 作詞:松本隆　作曲・編曲:Paul Cooper・David Foster
7. 旅立ちはフリージア　（4:49）
  - 作詞:Seiko Matsuda　作曲:タケカワユキヒデ　編曲:井上鑑
8. Angel Tears　（5:10）
  - 作詞:吉元由美　作曲:杏里　編曲:井上鑑
9. Precious Heart　（4:26）
  - 作詞:Seiko Matsuda　作曲:奥居香　編曲:笹路正徳
10. 恋の魔法でCatch Your Heart　（4:59）
  - 作詞:Seiko Matsuda　作曲:井上ヨシマサ　編曲:大村雅朗
11. We Are Love　（4:34）
  - 作詞:Seiko Matsuda　作曲:鈴木祥子　編曲:笹路正徳
12. Kiss Me Please　（4:59）
  - 作詞:Seiko Matsuda　作曲:高橋諭一　編曲:笹路正徳
13. きっと、また逢える…　（4:45）
  - 作詞:Seiko Matsuda　作曲:Seiko Matsuda・Ryo Ogura
  - 編曲:Yuji Toriyama
14. Matins 〜朝の祈り〜　（5:49）
  - 作詞:田久保真見　作曲:上田知華　編曲:井上鑑

### Disc 5
特記以外作詞:Seiko Matsuda　作曲:Seiko Matsuda・Ryo Ogura　編曲:Yuji Toriyama
1. あなたのすべてになりたい　（4:14）
2. Shinin' Shinin　（4:37）
3. 大切なあなた　（4:21）
4. 最後の”さよなら”　（4:38）
5. A Touch of Destiny　（3:54）
6. SWEET MEMORIES （English New Version）　（4:27）
  - 作詞:松本隆・Marc Jordan　作曲:大村雅朗
7. もう一度、初めから　（4:53）
  - 編曲:Ryo Ogura
8. There for you　（5:10）
  - 編曲:Satoshi Nakamura
9. 輝いた季節へ旅立とう　（4:51）
  - 作詞:Meg.C
10. It's Style　（4:23）
  - 作詞:Meg.C
11. 素敵にOnce Again　（4:48）
  - 作詞:Meg.C
12. 想い出の”渚のバルコニー”　（4:22）
  - 作詞:Meg.C

### Disc 6
1. 裸足の季節 （オリジナル・カラオケ）
2. 青い珊瑚礁 （オリジナル・カラオケ）
3. 風は秋色 （オリジナル・カラオケ）
4. チェリーブラッサム （オリジナル・カラオケ）
5. 夏の扉 （オリジナル・カラオケ）
6. 白いパラソル （オリジナル・カラオケ）
7. 風立ちぬ （オリジナル・カラオケ）
8. 赤いスイートピー （オリジナル・カラオケ）
9. 渚のバルコニー （オリジナル・カラオケ）
10. 小麦色のマーメイド （オリジナル・カラオケ）
11. 野ばらのエチュード （オリジナル・カラオケ）
12. 秘密の花園 （オリジナル・カラオケ）
13. 天国のキッス （オリジナル・カラオケ）
14. ガラスの林檎 （オリジナル・カラオケ）
15. SWEET MEMORIES （オリジナル・カラオケ）
16. 瞳はダイアモンド （オリジナル・カラオケ）
17. Rock'n Rouge （オリジナル・カラオケ）
18. 時間の国のアリス （オリジナル・カラオケ）

### Disc 7
1. ピンクのモーツァルト （オリジナル・カラオケ）
2. ハートのイアリング （オリジナル・カラオケ）
3. 天使のウィンク （オリジナル・カラオケ）
4. ボーイの季節 （オリジナル・カラオケ）
5. Strawberry Time （オリジナル・カラオケ）
6. Pearl-White Eve （オリジナル・カラオケ）
7. Marrakech〜マラケッシュ〜 （オリジナル・カラオケ）
8. 旅立ちはフリージア （オリジナル・カラオケ）
9. Precious Heart （オリジナル・カラオケ）
10. We Are Love （オリジナル・カラオケ）
11. きっと、また逢える… （オリジナル・カラオケ）
12. あなたのすべてになりたい （オリジナル・カラオケ）
13. 大切なあなた （オリジナル・カラオケ）
14. A Touch of Destiny （オリジナル・カラオケ）
15. もう一度、初めから… （オリジナル・カラオケ）
16. 輝いた季節へ旅立とう （オリジナル・カラオケ）
17. 素敵にOnce Again （オリジナル・カラオケ）

### Disc 8
1. DANCING SHOES　（5:51）
  - words & music by Steve Kipner・Paul Biss
  - arranged by David Matthews
2. CRAZY ME, CRAZY FOR YOU　（4:13）
  - words & music by Andy Goldmark・Phill Galdston
  - arranged by David Matthews
3. THE RIGHT COMBINATION　（4:26）
  - words & music by M.Jay・M.Cruz
  - arranged by M.Starr
4. LOVER'S PARADISE　（3:59）
  - words & music & arranged by M.Starr

## 関連作品
- Bible
- Bible II
- Bible III
- Premium Diamond Bible
- Diamond Bible
- Seiko・plaza - シングルA面コレクション第1弾。「裸足の季節」から「ガラスの林檎／SWEET MEMORIES」まで。
- Seiko Monument - シングルA面コレクション第2弾。「裸足の季節」から「Marrakech〜マラケッシュ〜」まで。
- Touch Me, Seiko - 唯一のシングルB面セレクション（両A面曲含む）。